# Heinz Heydrich
Pour les articles homonymes, voir Heydrich (homonymie).
Heinz Siegfried Heydrich, né le 29 septembre 1905 à Halle-sur-Saale, dans le royaume de Prusse, et mort par suicide le 19 novembre 1944 dans la province de Prusse-Orientale, est un officier SS allemand connu pour être le frère de Reinhard Heydrich, importante figure de l'organisation de l'Holocauste.
Occupant le grade d'Obersturmführer, il était l'éditeur du journal de propagande des soldats, le Panzerfaust. Avec sa presse, il a imprimé de nombreux faux documents, ce qui a permis de sauver plusieurs Juifs.

## Biographie

### Jeunesse
Heinz Heydrich naît à Halle-sur-Saale du compositeur et chanteur d'opéra Richard Bruno Heydrich (en) et d'Elisabeth Anna Maria Amalia Krantz, fille d'Eugen Krantz (en). Il le second fils d'une famille de trois enfants, avec l'aîné Reinhard et la cadette Maria.
La famille Heydrich était plutôt fortunée et avait un certain statut social. Son père était un Nationaliste qui a inculqué aux enfants des valeurs patriotiques. La famille était très stricte, et les enfants était souvent disciplinés, suivant les enseignements catholiques de la mère Elisabeth.
Il est journaliste à Berlin et rejoint le NSDAP, puis les SS.

### Carrière militaire
Alors membre de la Panzerpropagandakompanie 697, Heinz Heydrich est envoyé sur le front de l'Est en juin 1942 en tant qu'éditeur du magazine de propagande pour les soldats Panzerfaust. C'est aussi à ce moment qu'il reçoit un paquet de documents ayant appartenu à son frère Reinhard, tué par des Nationalistes tchèques quelques jours plus tôt.
Il semble qu'il ait appris de l'existence des camps de concentration et de la Solution Finale, que son frère aurait orchestré, puisqu'il sort complètement livide de sa chambre le lendemain. Il aurait alors commencé à imprimer de nombreux faux documents pour les Juifs dans les presses du magazine. L'historien Robert Gerwarth confirme deux cas de Juifs sauvés par ces documents entre 1943 et 1944, dont la femme de l'acteur Karl John,,.

### Suicide
En novembre 1944, des officiels de la commission économique du Procureur général visitent les locaux de Panzerfaust pour trouver la cause du manque de papier dans les presses. Heinz, qui ne le savait pas, panique, car il croit qu'ils savent qu'il a imprimé des faux documents et se suicide par balle pour empêcher les répercussions sur sa famille. Il semblerait cependant selon son neveu Heider qu'il se serait suicidé dû à des accusations de fraude et de corruption qui seraient déposées en cour.

### Vie privée
Heinz épouse l'italo-allemande (en) Gertrud Werther en 1931. Le couple a cinq enfants, dont l'aîné Peter Thomas (de) devient chansonnier et acteur,.
Il est enterré au cimetière militaire de Reisenburg.

## Postérité
Son fils Peter Thomas publie un livre en 2006 sur sa jeunesse et sur son père Heinz et son oncle Reinhard.
Certains comme Jim Cornelius Greg Walker remettent en question le fait qu'il ait vraiment sauvé des Juifs.